# Вероніка несправжня
Вероніка волотиста, вероніка несправжня (Veronica spuria) — багаторічна трав'яниста рослина, вид роду вероніка (Veronica) родини подорожникові (Plantaginaceae).

## Ботанічний опис
Кореневище повзуче.
Стебла висотою 30–120 см, прямі, у верхній частині гіллясті, округлі або слабо чотиригранні, коротко запушені густими вигнутими волосками або голі.
Листки супротивні, злегка сіруваті від густого короткого запушення, довгасті або довгасто-ланцетні або вузько ланцетні, довжиною 3–8 см, шириною 1–3 см, на верхівці гострі, по краю зубчаті, у верхній частині суцільнокрайні, звужені до обох кінців, біля основи клиноподібні, на короткому черешку.
Квітки зібрані у верхівкові та бічні китиці, що утворюють волотисто-китицеподібне суцвіття. Чашечка довжиною ≈ 2 мм, на одну третину розділена на чотири яйцеподібні, довгасто-яйцеподібні, тупуваті частки; Віночок синій або блакитний, іноді рожевий, довжиною 5–6 мм. Тичинки з яйцеподібними пиляками, перевищують віночок.
Плід — коробочка, оберненояйцеподібна або еліптична, завдовжки 3–4 мм, шириною 2–3 мм, роздута, злегка стиснута, на верхівці з незначною вузькою виїмкою. Насіння плоске або плоско-опукле, довжиною 0,5–0,75 мм, шириною 0,3–0,5 мм, яйцеподібне.

## Поширення
Вид поширений у Європі та Азії; в Україні у Поліссі, лісостепу, степу, росте на лісових галявинах та посеред чагарників.